# مانوئل مرینو
مانوئل مرینو (انگلیسی: Manuel Merino؛ زادهٔ ۲۰ اوت ۱۹۶۱) سیاستمدار اهل پرو است که از ۱۰ نوامبر ۲۰۲۰ رئیس جمهور این کشور شد. وی از ۱۶ مارس ۲۰۲۰ تا ۱۰ نوامبر ۲۰۲۰ رئیس کنگره بود. پس از عزل رئیس جمهور پیشین مارتین ویسکارا، در ۹ نوامبر، به علت عدم صلاحیت اخلاقی، مورینو بر اساس قانون اساسی جایگزین وی شد. او پس از پنج روز و به دنبال اعتراضات مردم پرو از سمتش استعفا کرد.